# The Marina Torch
The Marina Torch, também conhecido como Dubai Torch, Dubai Torch Tower e The Torch, é um edifício localizado em Dubai Marina, Dubai, Emirados Árabes Unidos. Até 2019, é o 5.º edifício residencial mais alto do mundo.
Tem 336 metros de altura, com 79 andares. Tornou-se o edifício residencial mais alto do mundo em 2011, superando o Q1 Tower, em Gold Coast, na Austrália. Perdeu o recorde em 2012 para o Elite Residence de Dubai, que atualmente é o 3.º edifício residencial mais alto da cidade e 4.º residencial maior do mundo.

## Galeria

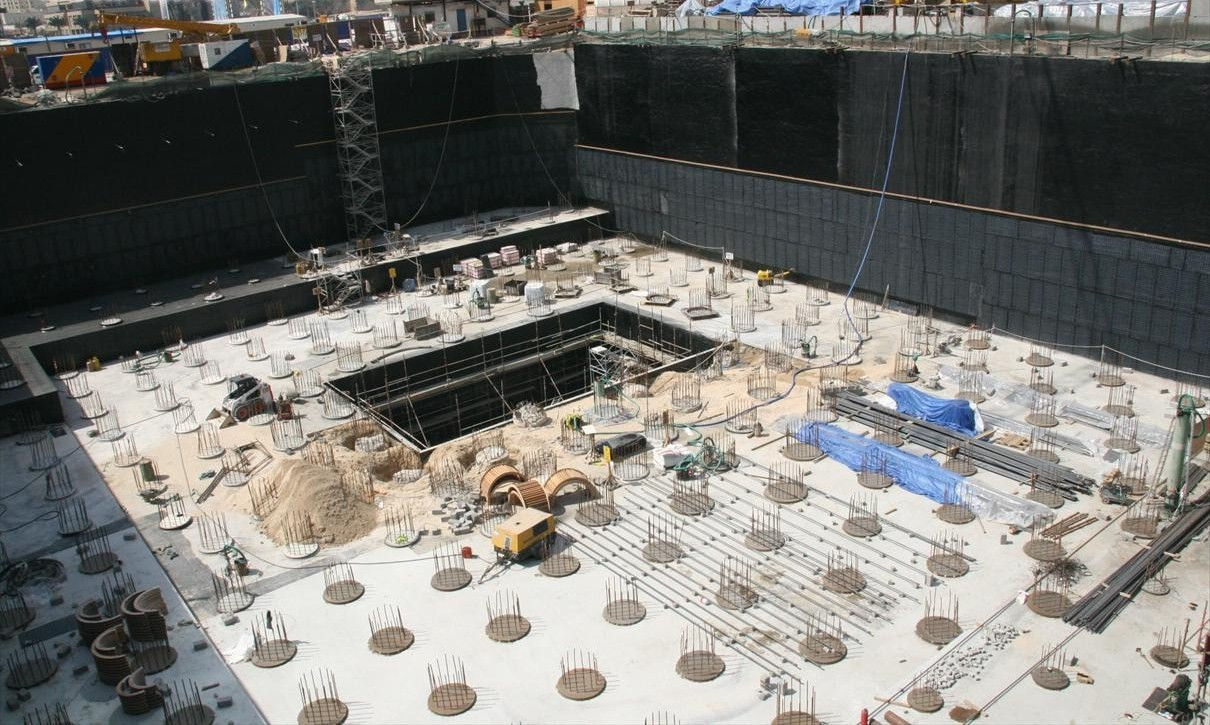
23 Fevereiro de 2007
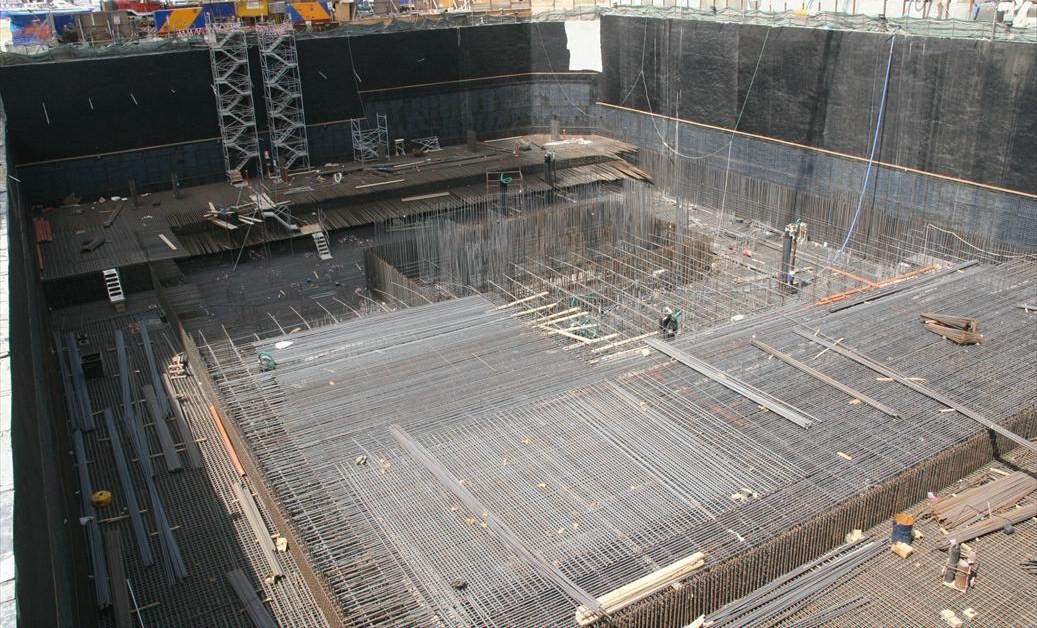
13 Abril de 2007
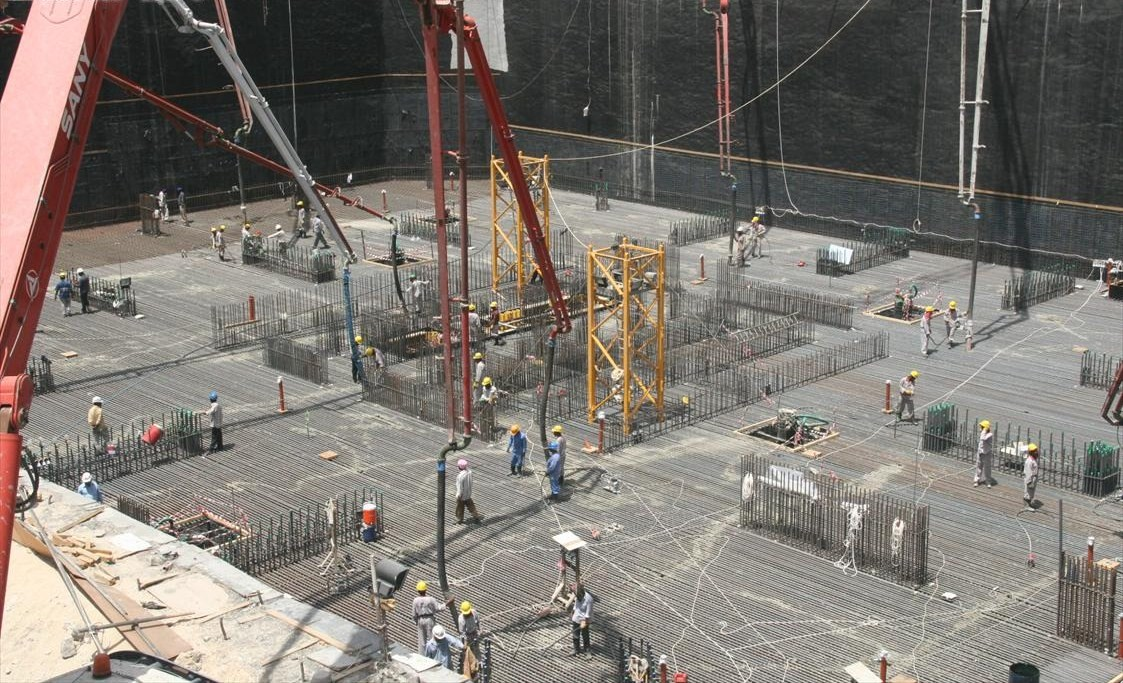
27 Abril de 2007